# UnserRadio
UnserRadio ist ein regionales privates Hörfunkprogramm in Niederbayern. Sitz des Senders ist Passau. Der Slogan von Unser Radio lautet: unsere Region- unsere Heimat- unser Radio. Im selben Funkhaus werden das Passauer Lokalfenster von Radio Galaxy und die Oldie-Welle Niederbayern produziert.

## Allgemeines
Der Sender ist im Funkhaus Passau angesiedelt. Gesellschafter sind die Passauer Neue Medien, Tele Regional Hörfunkanbieter GmbH, Moosacher Anzeiger und die Anbietergemeinschaft der gemeinnützigen, kulturellen und kirchlichen Institutionen. Der Werbezeitenverkauf wird über die Studio Gong GmbH & Co. Studiobetriebs KG abgewickelt. Die technische Reichweite im Sendegebiet liegt bei 370.000 Einwohnern. Zusammen mit Unser Radio Deggendorf wird eine gemeinsame Website angeboten. 

## Programm
UnserRadio bietet eine Mischung aus Service, Information und Unterhaltung. Musikalisch wird ein Begleitprogramm geboten. Ab 20:00 Uhr wird das Mantelprogramm der BLR übertragen.

## Empfang
Digital zu empfangen ist UnserRadio im DAB+ Kanal 7D Niederbayern u. a. vom Sender Brotjacklriegel. Im Internet ist ein Live-Stream verfügbar.
Analog zu empfangen ist UnserRadio über folgende UKW-Frequenzen:
| Freq. in MHz | Senderstandort     | ERP in kW |
| ------------ | ------------------ | --------- |
| 98,3         | Passau/Haidenhof   | 0,2       |
| 93,9         | Vilshofen/Windorf  | 0,32      |
| 89,7         | Griesbach          | 0,3       |
| 101,5        | Freyung/Geyersberg | 0,1       |
| 97,2         | Grafenau           | 0,1       |
| 89,3         | Regen              | 0,2       |
| 97,2         | Viechtach          | 0,012     |